# パリ第7大学
パリ第七大学（パリだいななだいがく、フランス語: Université Paris Diderot）は、フランス共和国・パリ市にあった総合大学。日本語で表記される際には、パリ・ディドロ大学（パリ・ディドロだいがく）とも表記される。2019年にパリ第五大学と統合して「パリ大学 : Université de Paris」となり、のち2022年から「パリ・シテ大学 : Université Paris Cité」と名称変更された。大学附属の地球物理研究所 (Institut de Physique du Globe de Paris)は、世界的権威の研究機関として知られる。

## 概要
フランスのイル＝ド＝フランス地域圏パリ市にある総合大学である。1970年（昭和45年）のパリ大学の分割に伴い、翌年1月に発足した。その後、同じくパリ大学の分割により発足したパリ第五大学との間で、統合の機運が高まった。その結果、パリ第五大学との統合・再編され、新たなパリ大学が発足することになった。なお、パリ第七大学は2019年（令和元年）12月まで存続し、正式に統合された。

## 出身者
- 浅間哲平（文学者、静岡県立大学講師）
- 稲葉奈々子（社会学者、上智大学教授）
- 西村晶絵（文学者、静岡県立大学講師）
- ドゥヴォス・パトリック（演劇学者、東京大学名誉教授）
- ミカエル・デルヴロワ（東京大学講師）
- マブソン青眼（俳人）